# Aire d'attraction de Cherbourg-en-Cotentin
L'aire d'attraction de Cherbourg-en-Cotentin est un zonage d'étude défini par l'Insee pour caractériser l’influence de la commune de Cherbourg-en-Cotentin sur les communes environnantes. Publiée en octobre 2020, elle se substitue à l'aire urbaine de Cherbourg-en-Cotentin, qui comportait 36 communes dans le dernier zonage qui remontait à 2010.

## Définition
L'aire d'attraction d'une ville est composée d’un pôle, défini à partir de critères de population et d’emploi ainsi que d’une couronne constituée des communes dont au moins 15 % des actifs travaillent dans le pôle. Le pôle d’attraction constitue ainsi un point de convergence des déplacements domicile-travail,.

## Type et composition
L’aire d'attraction de Cherbourg-en-Cotentin est une aire intra-départementale qui comporte 77 communes dans la Manche. 
Elle est catégorisée dans les aires de 50 000 à moins de 200 000 habitants, une catégorie qui regroupe 18,4 % au niveau national.

### Carte

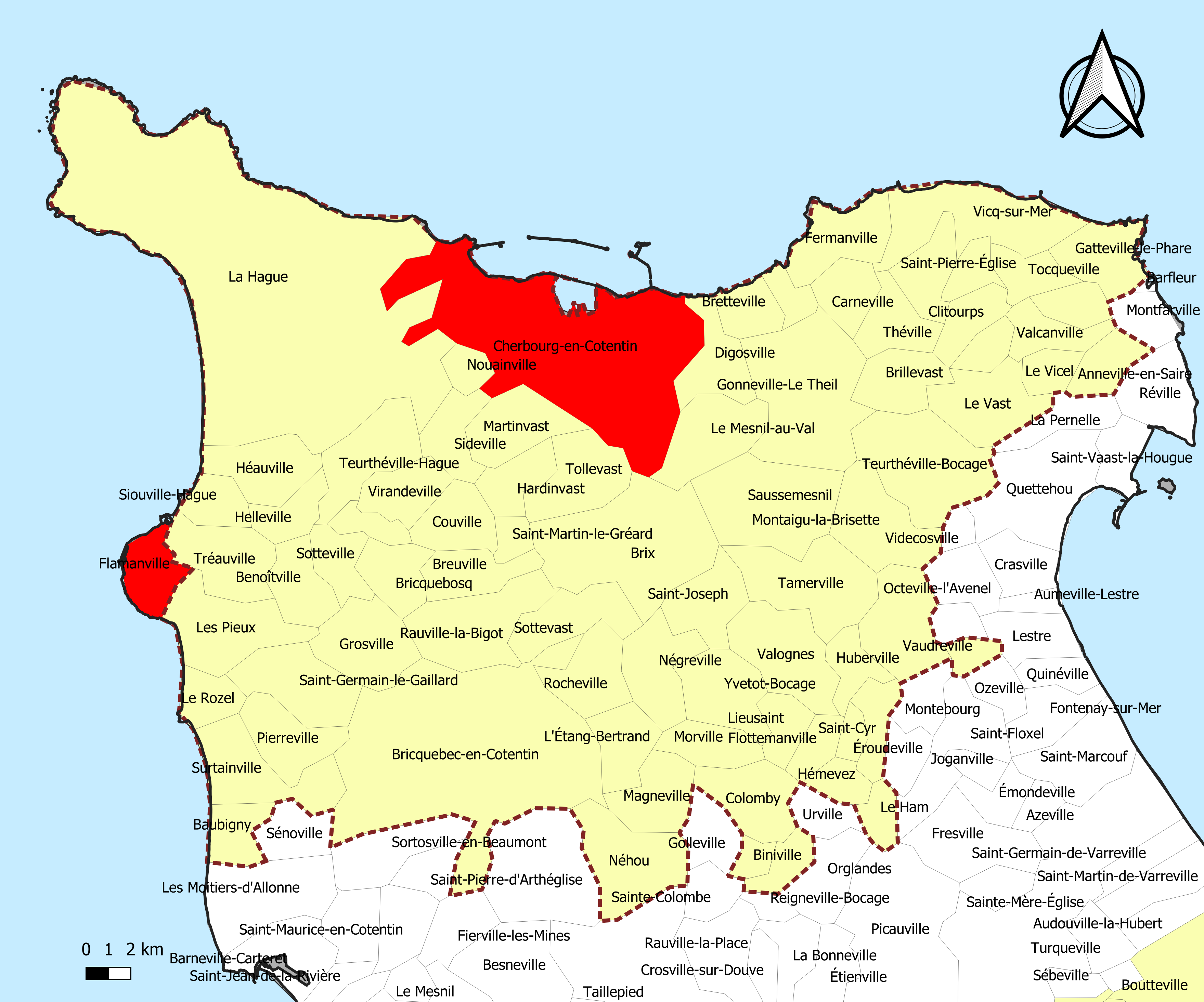
Carte de l'aire d'attraction de Cherbourg-en-Cotentin.
Commune-centre
Commune de la couronne

### Composition communale
| Catégorie               | Département | Communes | Communes |
| Catégorie               | Département | Nombre   | Libellé |
| ----------------------- | ----------- | -------- | --- |
| Commune-centre          | Manche      | 1        | Cherbourg-en-Cotentin. |
| Communes de la couronne | Manche      | 76       | Anneville-en-Saire, Baubigny, La Hague, Benoîtville, Biniville, Bretteville, Breuville, Bricquebec-en-Cotentin, Bricquebosq, Brillevast, Brix, Canteloup, Carneville, Clitourps, Colomby, Vicq-sur-Mer, Couville, Digosville, L'Étang-Bertrand, Fermanville, Flottemanville, Gatteville-le-Phare, Gonneville-Le Theil, Grosville, Le Ham, Hardinvast, Hautteville-Bocage, Héauville, Helleville, Hémevez, Huberville, Lieusaint, Magneville, Martinvast, Maupertus-sur-Mer, Le Mesnil-au-Val, Montaigu-la-Brisette, Morville, Négreville, Néhou, Nouainville, Pierreville, Les Pieux, Rauville-la-Bigot, Rocheville, Le Rozel, Saint-Christophe-du-Foc, Saint-Cyr, Sainte-Geneviève, Saint-Germain-de-Tournebut, Saint-Germain-le-Gaillard, Saint-Joseph, Saint-Martin-le-Gréard, Saint-Pierre-Église, Saussemesnil, Sideville, Siouville-Hague, Sortosville, Sottevast, Sotteville, Surtainville, Tamerville, Teurthéville-Bocage, Teurthéville-Hague, Théville, Tocqueville, Tollevast, Tréauville, Valcanville, Valognes, Varouville, Le Vast, Vaudreville, Le Vicel, Virandeville, Yvetot-Bocage. |